# 닌텐도 랜드
《닌텐도 랜드》(일본어: ニンテンドーランド, Nintendo Land)는 Wii U 비디오 게임 콘솔을 대상으로 닌텐도가 팩 인 런치 타이틀로 개발, 배급한 2012년 파티 비디오 게임이다. 이 게임은 닌텐도의 언론 콘퍼런스에서 E3 2012에 처음 발표되었다.
닌텐도 랜드는 12개의 미니게임을 갖추고 있으며, 각각 마리오와 젤다의 전설과 같은 기존의 닌텐도 게임 프랜차이즈에 기반을 둔다. 이 미니게임들은 Wii U의 콘셉트와 Wii U 게임 패드 컨트롤러를 새로운 플레이어들에게 시연하기 위해 설계되어 있으며 같은 방식으로 2006년 게임 Wii 스포츠는 Wii와 Wii 리모컨을 시연함으로써 터치스크린 컨트롤, 모션 감지 기능을 포함하여 컨트롤러의 수많은 기능들을 이용하였다. 일부 미니게임들은 Wii 리모컨과 Nunchuk 컨트롤러와 연동하여 다인용 방식을 지원하고 있다.

## 게임플레이
이 게임의 배경은 놀이공원이며 12개의 미니게임의 중심지 역할을 한다.

## 반응
이 게임은 비디오 게임 비평가들로부터 대체적으로 긍정적인 평가를 받았으며 파티 분위기와 놀이공원, 특히 이들을 개발하고 만드는 방법에 대해 칭찬했다.
전 세계적으로 2014년 3월까지 이 게임은 3,090,000본이 판매되었으며, 2014년 12월까지 4,440,000본이 판매되었다. 2017년 9월 30일 기준으로 이 게임은 5,180,000본이 판매되었다.